# 佐西米夫卡
50°44′20″N 27°38′56″E / 50.73889°N 27.64889°E
佐西米夫卡（烏克蘭語：Зосимівка），是烏克蘭北部的村莊，隸屬日托米爾州的茲維亞赫爾區。該村面積0.5平方公里，海拔高度219米，2001年人口54，人口密度每平方公里107.14人。